# Cime di Val Loga
Le Cime di Val Loga sono un gruppo montuoso facente parte della Catena Mesolcina, nelle Alpi Lepontine, posto sulla cresta confinaria tra Italia e Svizzera che dal Pizzo Tambò si dirige con andamento regolare verso sud al gruppo del Pizzo Ferré.

## Caratteristiche

### Il nome
Deriva dalla sottostante Val Loga, della quale rappresentano le sommità della testata.

### Conformazione
Le vette toponomasticamente definite sono tre: la cima settentrionale (2968 m s.l.m.), la "cima centrale" (3004 m, massima elevazione) e la "cima meridionale" (3003 m), tutte scarsamente pronunciate rispetto alla linea di cresta sia sul versante italiano che su quello elvetico, formate soprattutto da gande e sfasciumi di gneiss, anfiboliti e filoni pegmatitici. Sul versante italiano, alcuni nevai e placche ghiacciate che sovente permangono fino a stagione avanzata ricordano la presenza di un ghiacciaio ormai da tempo estinto, denominato Vedretta di Val Loga, del quale sono ancora piuttosto identificabili i cordoni di detrito morenico.

### Il territorio
Le Cime di Val Loga determinano con la cresta che ne unisce le sommità il confine tra Italia e Svizzera, e appartengono ai territori comunale di Madesimo e di Mesocco (cantone Grigioni), alla testata della omonima val Loga e soprastanti la Val Curciusa.

### Altre informazioni
Le vette delle Cime di Val Loga offrono un bel panorama, avendo in primo piano la testata della Valle Spluga e le sue cime, con bella visuale soprattutto sul Gruppo e sul "ghiacciaio del Ferré", e sul gruppo del Suretta; a ovest è ammirabile il solco della Val Curciusa e buona parte delle vette del Canton Ticino settentrionale, mentre a nord la visuale è chiusa dalla mole del Pizzo Tambò. Alla base delle cime e in posizione centrale rispetto ad esse, a 2773 m, sorge il bivacco Cecchini, facilmente raggiungibile da Montespluga, punto d'appoggio utile soprattutto per l'ascensione al Pizzo Ferré.

## Ascensione alla vetta
Le sommità delle Cime di Val Loga sono tutte abbastanza facilmente raggiungibili con percorso di tipo escursionistico. Si sale per via diretta dal versante italiano con partenza dal bivacco Cecchini, procedendo su tracce di sentiero e percorso sempre intuibile, disagevole a tratti solo per il terreno di detriti e sfasciumi. L'unico percorso di natura alpinistica del gruppo è la traversata di cresta tra le tre cime, con rari passaggi in roccia fino al III grado e difficoltà generale valutata PD, che comunque risulta di interesse limitato e poco frequentata.

## Sci
Non esistono impianti sciistici in prossimità delle vette, che invece acquisiscono un notevole interesse come mete scialpinistiche, posta la regolarità e la pendenza mai eccessiva dei pendii che scendono verso la val Loga e la piana di Montespluga.